# Ellen Gates Starr
Ellen Gates Starr (Laona, 19 de março de 1859 — Suffern, 10 de fevereiro de 1940) foi uma reformadora social e ativista norte-americana.